# Anna Alma-Tadema

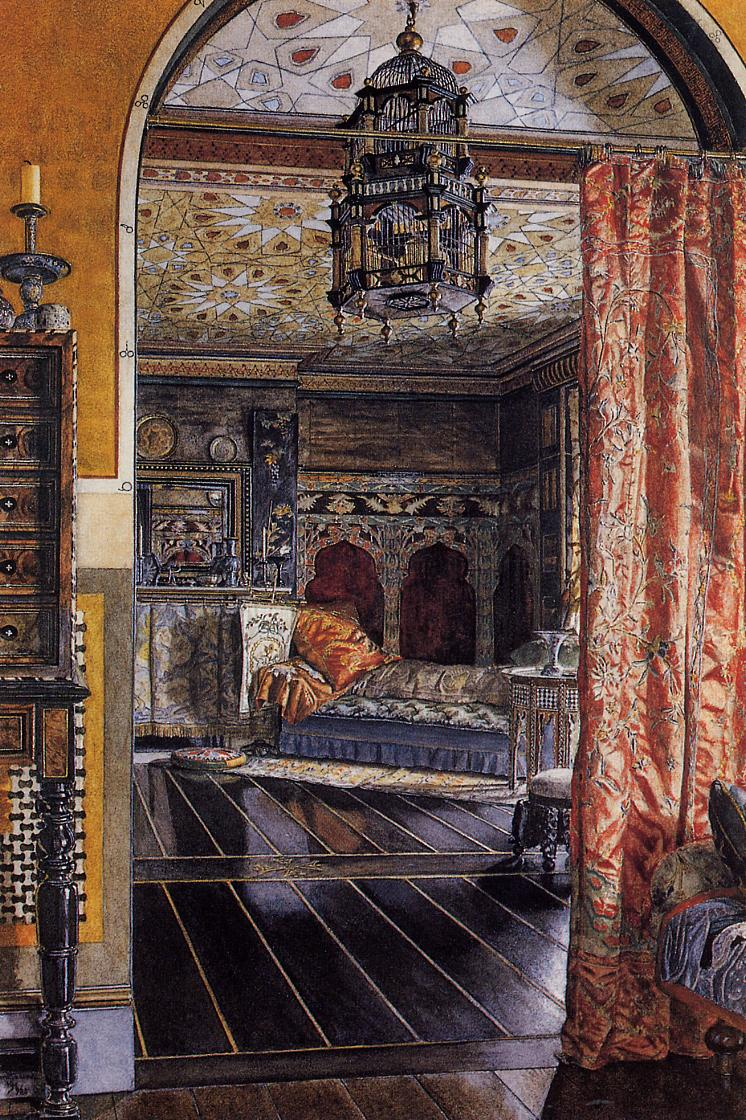
The Drawing Room (1885)

Anna Alma-Tadema (Bruxelles, 16 maggio 1867 – Londra, 5 luglio 1943) è stata una pittrice britannica.

## Biografia
Anna Alma-Tadema era la seconda figlia di Lawrence Alma-Tadema e della sua prima moglie 	Marie-Pauline Gressin Dumoulin de Boisgirard morta nel 1869. Insieme al padre e alla sorella Laurense si trasferì a Londra nel dicembre del 1869 dove quest'ultimo sposò nel 1871 Laura Theresa Alma-Tadema.
Autrice di dipinti di genere, paesaggi, tra il 1885 e il 1907 espose 15 volte presso la Royal Academy of Arts, le sue furono però messe in ombra da quelle del padre e della matrigna Laura Theresa Alma-Tadema.
Il suo quadro The Drawing Room realizzato da adolescente venne esibito alla  Fiera Colombiana di Chicago del 1893.
Un ritratto di Anna all'età di 15 realizzato dal padre si trova nella collezione della Royal Academy of Arts di Londra.
Né Anna, né la sorella Laurense si sposarono, entrambe morirono in povertà e la loro opera fu rivalutata solo in anni recenti.